# 馬自達RX-2
馬自達RX-2是一部由日本馬自達汽車公司（當時稱為東洋工業）於1970年至1978年間製造銷售的轉子引擎汽車，而搭載往復式活塞引擎的車款則稱為馬自達Capella/616/618。

## 概要
以當年的實際情況而言，馬自達RX-2只是消費者考慮第一代Capella時其中一個選項而已，因為它的定位是「搭載轉子引擎的家庭房車」，並不像後繼車款RX-3非常明顯地是一部「運動化性能車」。

## 歷史
1970年RX-2上市，搭載12A型轉子引擎，最大馬力130hp、最大扭力156N·m。12A型是由10A型加大而來，轉子的直徑不變，但深度加大10mm至70mm。上市初期此款車與稍早推出的R100在美國西岸地區銷售，由於這顆高性能的動力心臟，RX-2在美國與歐洲維持不錯的銷售成績。
受限於環保法規，在美國銷售的RX-2把12A型轉子引擎降低最大馬力至120hp，由0加速至60mph的成績變成由10秒延長至11.3秒。然而，美國《道路與蹤跡汽車雜誌》（Road & Track Magazine）依然推崇這部車，形容這具12A型轉子引擎非常「令人激賞」、「源源不絕的力量」。
1972年起，馬自達授權給位於紐西蘭奧克蘭南方的歐塔胡胡（Otahuhu）的Motor Industries International工廠組裝RX-2。這是首度在日本以外的國家組裝轉子引擎量產車，也是唯一的一次。該工廠同時製造配置手排或自排變速系統的四門轎車，或者僅配置手排的雙門轎車。
早期的RX-2在轉子的「菱封」（apex seal）與「角封」（corner seal）材質有缺失，容易導致耗油與汙染等問題。另一個問題就是引擎側邊的O型環過熱時會導致冷卻劑流入燃燒室，結果減低馬力且難以發動引擎。剛開始馬自達在保固期內以相同材質的菱封和角封替換，但後來開發了更新更堅固的材質，卻向顧客索價一組一千美元的工本費用。如此一來，許多顧客寧願將RX-2報廢，也不願意維修轉子引擎。
1974年馬自達替此款車更換了具單配電盤的12B型轉子引擎。1978年RX-2在美國與歐洲停止銷售，不過南非地區仍持續生產至翌年為止。
1972年1月日本《汽車迷雜誌》（Motor Fan Magazine）將RX-2評選為該年度最佳國產車，同時間美國《道路測試雜誌》（Road Test Magazine）亦評選該部車為年度風雲車。

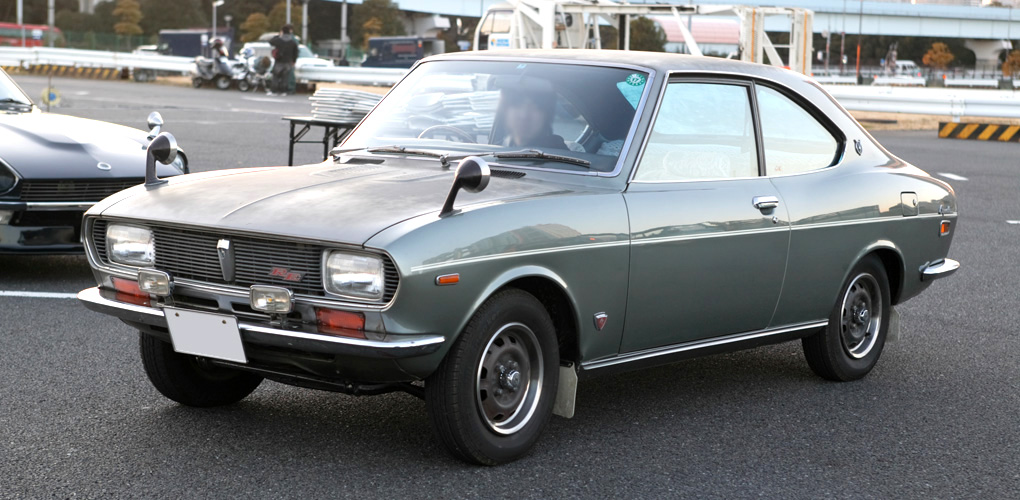
馬自達RX-2雙門車型
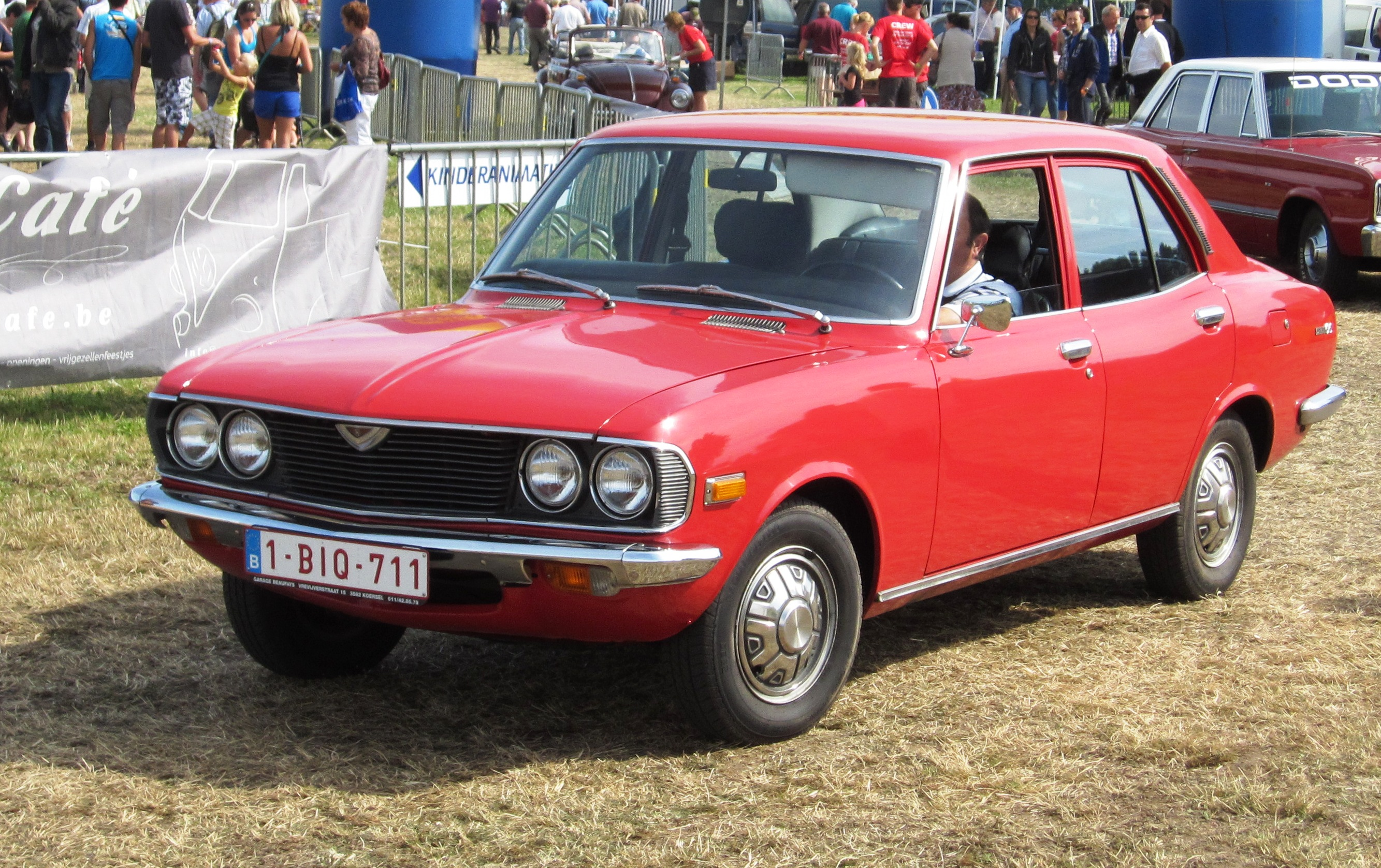
兄弟車馬自達616四門車型

## 外部連結
- 【MAZDA】經典名車：Capella篇
- （日語）日本官方網站介紹